# EXILE GENERATION SEASON 1
EXILE GENERATION SEASON1（エグザイル・ジェネレーション・シーズン・ワン）は、EXILEの冠番組EXILE GENERATIONを映像作品化した映像作品である。2009年4月29日発売。発売元はrhythm zone。

## 概要
2009年1月 - 3月に放送された内容が収録されている。Vol.1、2、3、4、SPECIAL BOXの6形態で発売し、Vol.1、2、3、4には、ドキュメント＆バラエティ映像とアニメ「エグザムライ戦国」がそれぞれ3話ずつ、SPECIAL BOXにはドキュメント&バラエティ映像とアニメ「エグザムライ戦国」がそれぞれ12話ずつ収録されている。
BOXセット(2種類共通)には番組O.A.時とは別編集による新メンバー7人とMAKIDAI、AKIRA、TAKAHIRO
による緊急座談会を特典映像として収録。SPECIAL BOXには、「エグザムライ戦国」のキャラクターデザインを務めた髙橋ヒロシが書き下ろしたエグザムライキャラクターをB2リトグラフ化して全ての購入者へプレゼント。

## チャプター
以下よりSPECIAL BOXの収録の内容を記述する。

### DOCUMENT AND VARIETY
＃1 夢の実現へ
＃2 次の夢、“EXILE GENERATION”へ
＃3 番組で叶えたい夢
＃4 夢と人をつなぐ曲
＃5 TAKAHIROの夢が叶った場所
＃6 パフォーマーの夢
＃7 AKIRAの夢の軌跡
＃8 「GENERATION」 メンバーそれぞれの想い…
＃9 EX-DAY
＃10 新メンバー7人 緊急座談会
＃11 新生EXILE 初仕事
＃12 14人 EXILE始動

### エグザムライ戦国
第1話「野良犬どもの都」
第2話「ヤサカの勢力抗争」
第3話「マイネーム イズ マキダイ」
第4話「戦いの痕」
第5話「鋭き矢の如し」
第6話「赤と黒」
第7話「ヒビ割れた器」
第8話「忍びの影」
第9話「デス・ルール」
第10話「場違いな侵入者」
第11話「アー・ユー・クレイジー?」
第12話「沈黙の娘」